# Haus Omagen
Das Haus Omagen war ein Mitte des 17. Jahrhunderts gebautes Herrenhaus des Weilers Omagen in Bedburg an der Erft und wurde 1935 abgebrochen. Der Weiler gehörte kirchlich zur Ortschaft Morken.

## Geschichte
1336 wurde der Weiler Omagen erstmals erwähnt.
Er gehörte zur Kölner Grundherrschaft St. Aposteln, kirchlich zur Ortschaft Morken bei Bedburg.
Wegen sich ständig verschlechternder Lage durch die Überschwemmungen der Vorflut der Erft hatte das Gebäude nasse Fundamente. Zusätzlich drohte es in einem Wasserloch einzusacken.

## Anlage
Die Hofanlage wurde nach dem Dreißigjährigen Krieg neu errichtet. Diese Anlage hatte einen rechteckigen Innenhof, der von vier langgestreckten Gebäuden umschlossen wurde. An der Nordseite der Anlage stand ein zweistöckiges Herrenhaus, dessen Erdgeschoss aus Feldbrandstein bestand. Die Wände des Obergeschosses bestanden aus Fachwerk, das von Fußstreben gestützt wurde. Das Obergeschoss verfügte ursprünglich über Kreuzstockfenster, die in späterer Zeit vergrößert wurden.
Umschlossen wurden die Gebäude von einem Wassergraben, der durch eine Zugbrücke den Hof mit der Umgebung verband.
Nach dem Zuschütten der Gräben wurden am Haus Omagen bauliche Veränderungen durch den Einbau größerer Fenster und eines Türdurchbruchs vorgenommen, sowie der Anbau eines rechteckigen Turms an der, in den zugeschütteten Graben reichenden, Hausecke.
Die als Scheunen und Stallungen genutzten Wirtschaftsgebäude waren als Fachwerkhäuser errichtet worden.